# Élisabeth Jacquet de La Guerre
Élisabeth Claude Jacquet de La Guerre (narozena Élisabeth Jacquetová; 17. března 1665 Paříž – 27. června 1729 Paříž) byla francouzská hudební skladatelka a cembalistka. Koncertovala již od dětství, ve věku 15 let ji zaměstnal král Ludvík XIV., který ji finančně podporoval a nechal uvádět její díla. Roku 1684 se provdala za varhaníka Marina de la Guerre (1658–1704). Je považována za jedinou etablovanou barokní hudební skladatelku a za první Francouzku, která složila operu.

## Dílo (výběr)
- Duchovní (1708 a 1711) a světské (1715) kantáty
  - Kantáta Le Sommeil d’Ulisse (asi 1715)
- Céphale et Procris, opera (1694 Paříž, 1696 – jen prolog – Štrasburk), libreto Duché de Vancy
- Jeux à l’honneur de la victoire, balet (asi 1691/1692, nedochoval se)
- Divertissement pour le Mariage de Mlle de Nantes avec le Duc de Bourbon, balet (1685, nedochoval se)
- Cembalové suity (2 verze; 1687 a 1707)
- Sonáty pro housle a cembalo (1695)
- Triové sonáty (1695)